# Ordre d'interférence
À ne pas confondre avec l'ordre de diffraction.
Cet article court présente un sujet plus développé dans : Interférence.

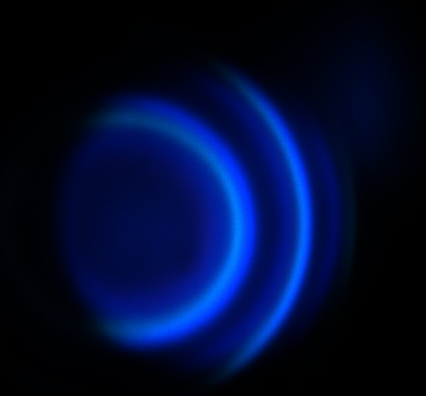
Figure d'interférence d'une lampe à vapeur de cadmium générée par un interféromètre de Fabry-Pérot. Les cercles bleus sont les maxima d'intensité, ici avec p=1 et p=2.

En optique physique, l’ordre d'interférence (souvent noté p) est un nombre réel défini comme le quotient de la différence de marche par la longueur d'onde. En particulier, aux points de maximum d'intensité, ce nombre est un entier, et aux points de minimum d'intensité, c'est un semi-entier. L'ordre d'interférence permet ainsi de désigner le numéro d'une frange dans une figure d'interférence.

## Définition
Le quotient {\displaystyle {\frac {\delta (M)}{\lambda }}} défini en un point M de la figure d'interférence comme le quotient de la différence de chemin optique (ou différence de marche si n=1) δ(M) en ce point par la longueur d'onde, permet de déterminer si une interférence est constructive ou non.
Plus ce quotient est proche d'un entier, plus l'interférence est constructive, et plus il y a d'intensité lumineuse. Lorsque le quotient prend une valeur entière, elle est notée p, et indique que l'interférence est constructive avec un maximum local d'intensité. Lorsque le quotient prend une valeur demi-entière, soit {\displaystyle p+{\frac {1}{2}}={\frac {\delta (M)}{\lambda }}}, l'interférence est dite destructive résultant en un minimum d'intensité.
Le terme d'ordre d'interférence est dérivé de la formule de l'intensité de deux ondes cohérentes, d'intensité I1 et I2, avec une différence de marche de ΔL entre elles et de longueur d'onde λ, interférant entre elles :
{\displaystyle I=I_{1}+I_{2}+2{\sqrt {I_{1}I_{2}}}\cos {\left(2\pi {\frac {\Delta L}{\lambda }}\right)}}.
Où le maximum d'intensité est obtenu pour des valeurs entières de {\displaystyle {\frac {\Delta L}{\lambda }}} puisque le cosinus sera égal à l'unité dans ce cas, les minima d'intensité étant pour les valeurs demi-entières, le cosinus étant alors égal à -1.

## Utilisation
En cristallographie, l'ordre d'interférence est utilisé dans la condition de Bragg comme suit :
{\displaystyle 2d\sin {(\theta _{n})}=n\lambda }.
Où d est la distance entre les plans atomiques du cristal, θn l'angle d'incidence de la lumière, λ sa longueur d'onde et n est l'ordre d'interférence.
Les ordres d'interférences permettent par ailleurs de définir l'interfrange d'une figure d'interférence, qui est l'écart entre deux extrema d'intensité, c'est-à-dire entre deux ordres entiers ou semi-entiers consécutifs.

## En lumière blanche

### Frange achromatique
La position de la frange centrale à p = 0 ne dépend pas de la longueur d'onde. Dans le cas d'ondes polychromatiques qui interfèrent entre elles, cela implique que la frange d'ordre zéro est la même pour toutes les longueurs d'onde. On nomme cette frange la « frange blanche » ou « frange achromatique ».

### Blanc d'ordre supérieur

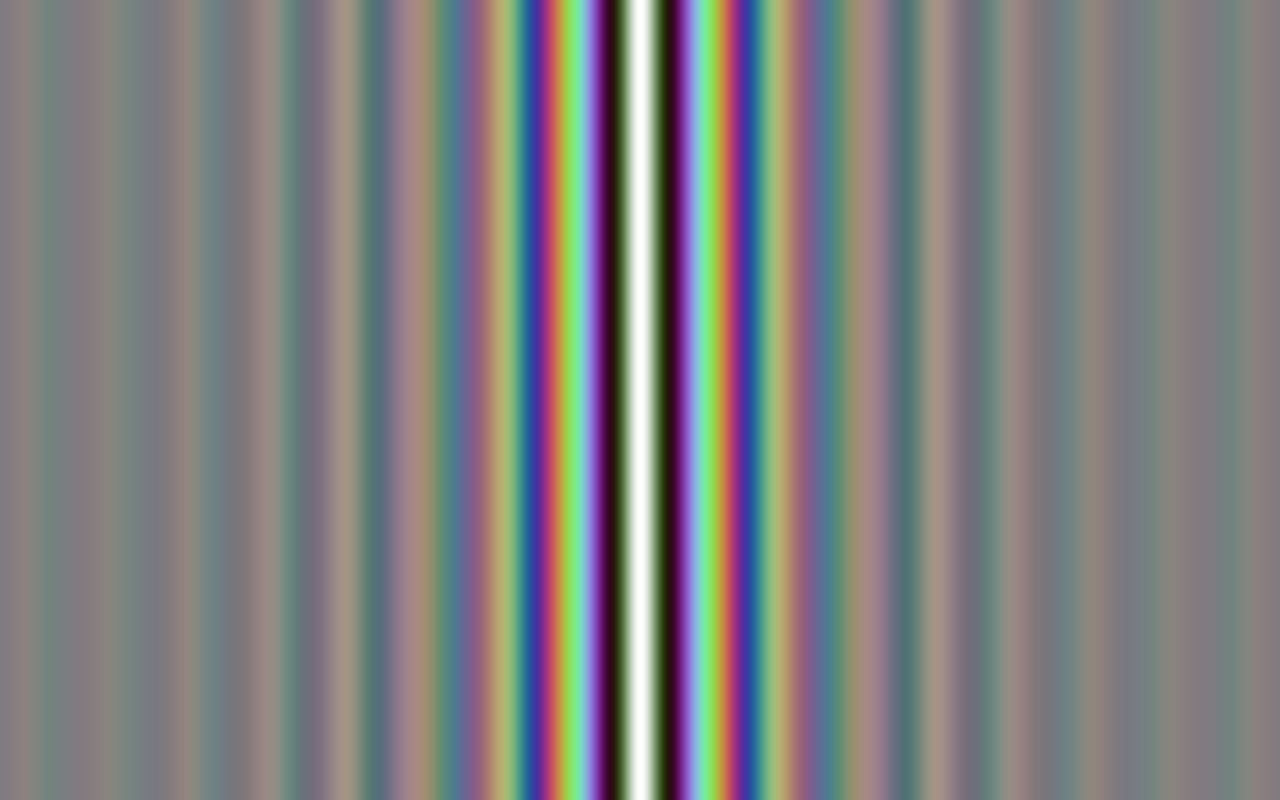
Figure d'interférence générée par un interféromètre de Michelson présentant du « blanc d'ordre supérieur ». La frange achromatique est bien visible au centre. Comme p dépend de la longueur d'onde, p=1 n'est pas le même pour toutes les longueurs d'onde de la lumière blanche.

Les interférences n'ont lieu que pour des ondes cohérentes spatialement (les sources doivent être ponctuelles) et temporellement, c'est-à-dire dont les longueurs d'onde sont identiques ou très proches. Dans le cas des faisceaux polychromatiques et plus particulièrement de la lumière blanche qui est un continuum de longueurs d'onde, chaque longueur d'onde crée sa propre figure d'interférence puisqu'elle n'interfère pas avec les ondes de longueur d'onde voisine. Selon les longueurs d'onde, les interfranges, c'est-à-dire la distance entre deux ordres d'interférence, varient et finissent par se recouvrir
Ainsi comme {\displaystyle \lambda _{bleu}<\lambda _{rouge}} on a {\displaystyle p_{bleu}>p_{rouge}} et des irisations apparaissent sur la figure d'interférence.
Au-delà de ces franges irisées apparaît le « blanc d'ordre supérieur », un lieu où suffisamment de franges de longueurs d'onde différentes se recouvrent pour que la figure paraisse blanche à l’œil nu,.
La décomposition du blanc d'ordre supérieur à l'aide d'un spectroscope par exemple, permet de faire apparaître un spectre particulier nommé « spectre cannelé », composé de raies sombres et brillantes assez espacées qui sont appelées « cannelures ».